# Anneloes
Anneloes is een meisjesnaam die voorkomt in het Nederlandse taalgebied.
Anneloes is een samenvoeging van de meisjesnamen Anne en Loes. Anne komt uit het Hebreeuws en betekent "liefelijk", Loes komt uit het Germaans, is afgeleid van Lodewijk, en betekent "beroemd".
Anneloes wordt pas sinds de jaren 60 van de 20ste eeuw als voornaam gebruikt.

## Bekende Nederlandse naamdraagsters
- Anneloes Kock, voetbalster
- Anneloes Nieuwenhuizen, hockeyster
- Anneloes Stoelwinder, wielrenster